# Sant Eustaqui de Roma
Sant Eustaqui és una església titular i basílica menor catòlica del barri de Sant'Eustachio de Roma que rep el nom del màrtir Eustaqui de Roma.

## Història
Se sap que al segle viii es va fundar una església al mateix lloc, que es va registrar com una diaconia (un centre per ajudar els pobres i els malalts) al final del pontificat del papa Gregori II (715-731). S'esmenta en alguns documents que daten dels segles x i xi, on aquesta església s'anomena in platana (entre els plàtans) que fa referència a l'arbre plantat al jardí del màrtir Eustaqui. No obstant això, la tradició sosté que l'emperador Constantí I havia construït anteriorment un oratori al mateix lloc. Aquesta església va ser anomenada «ad Pantheon in regione nona e iuxta templum Agrippae» (al Panteó de la novena regió i al costat del temple d'Agripa).
L'església va ser restaurada i s'hi va afegir un nou campanil a la fi del segle xii durant el pontificat de Celestí III (1191–1198), que també va dipositar les suposades relíquies d'Eustaqui i la seva família a l'església. Al segle xvi, va ser un lloc de pregària fomentat per sant Felip Neri. Als segles xvii i xviii es va reconstruir gairebé completament, de manera que només va quedar l'antic campanar. El nou disseny, d'estil barroc romà, el van fer els arquitectes Cesare Corvara i Giovanni Battista Contini (1641-1723), que hi van afegir capelles i el pòrtic, Antonio Canevari (1681-1750), Nicola Salvi (1697-1751) i finalment, a partir de 1728, Giovanni Domenico Navone. El nou altar major, de bronze i marbre policromat, fou afegit per Nicola Salvi el 1739 i el 1749 Ferdinando Fuga hi posà un baldaquí. El cor i la sagristia van ser dissenyats per Canevari i construïts per Giovanni Moscati.
L'església va ser elevada a l'estatus de basílica menor el 1918.

## Descripció

### Façana

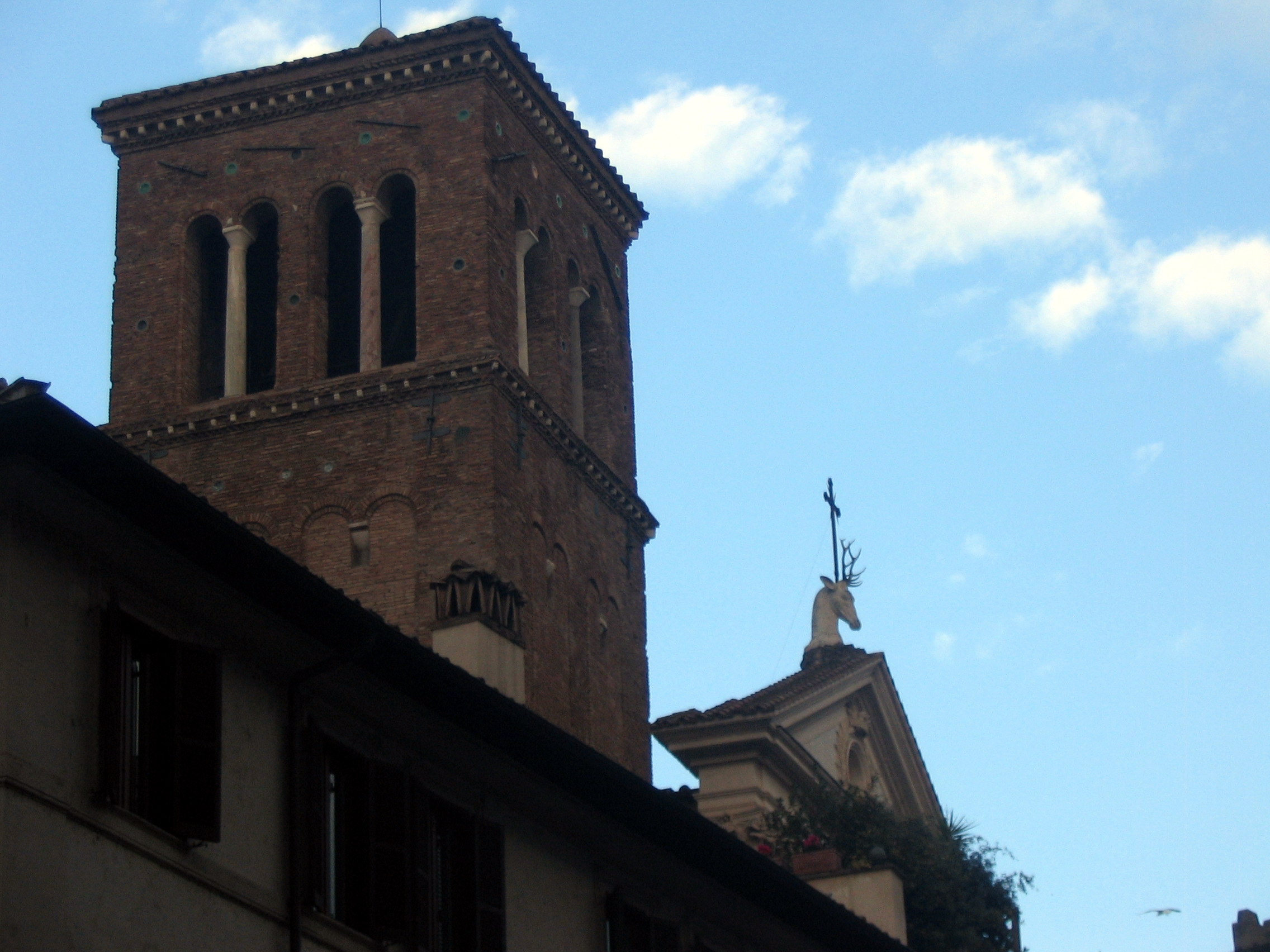
Campanile i el frontó amb cap de cérvol amb creu entre les cornes

La façana es va construir sota la direcció de Cesare Corvara amb la col·laboració d'altres arquitectes. Consta de dues seccions. La part inferior està marcada amb quatre pilastres i dues columnes, totes amb capitells jònics amb un petit cap de cérvol al centre de cada capitell. Les espirals de les volutes estan connectades per una petita corona de llorer. Al costat dret de la façana es va col·locar una placa en record de la inundació del riu Tíber del 1495, quan les aigües van arribar fins a la basílica.
La secció superior està dividida per quatre pilastres amb una gran voluta a cada costat. Al mig hi ha una gran finestra amb una cornisa arcuada, flanquejada a cada costat per una fornícula adornada amb petxines. A la part superior hi ha un frontó triangular amb una finestra circular al centre envoltada de branques de palma i coronada. Al capdamunt del frontó s'alça un cap de cérvol amb una creu entre les cornamentes fet per l'escultor Paolo Morelli, en referència a la llegenda de sant Eustaci. Una porta de ferro, feta per Gian Battista Contini, tanca el porxo.
El campanar romànic quadrat és la part posterior de l'església al costat esquerre. La construcció es va iniciar el 1196 sota el pontificat del papa Celestí III. La part superior es pot remuntar a final del segle xii, mentre que la base és una mica més antiga i es pot datar devers 1090.

### Interior

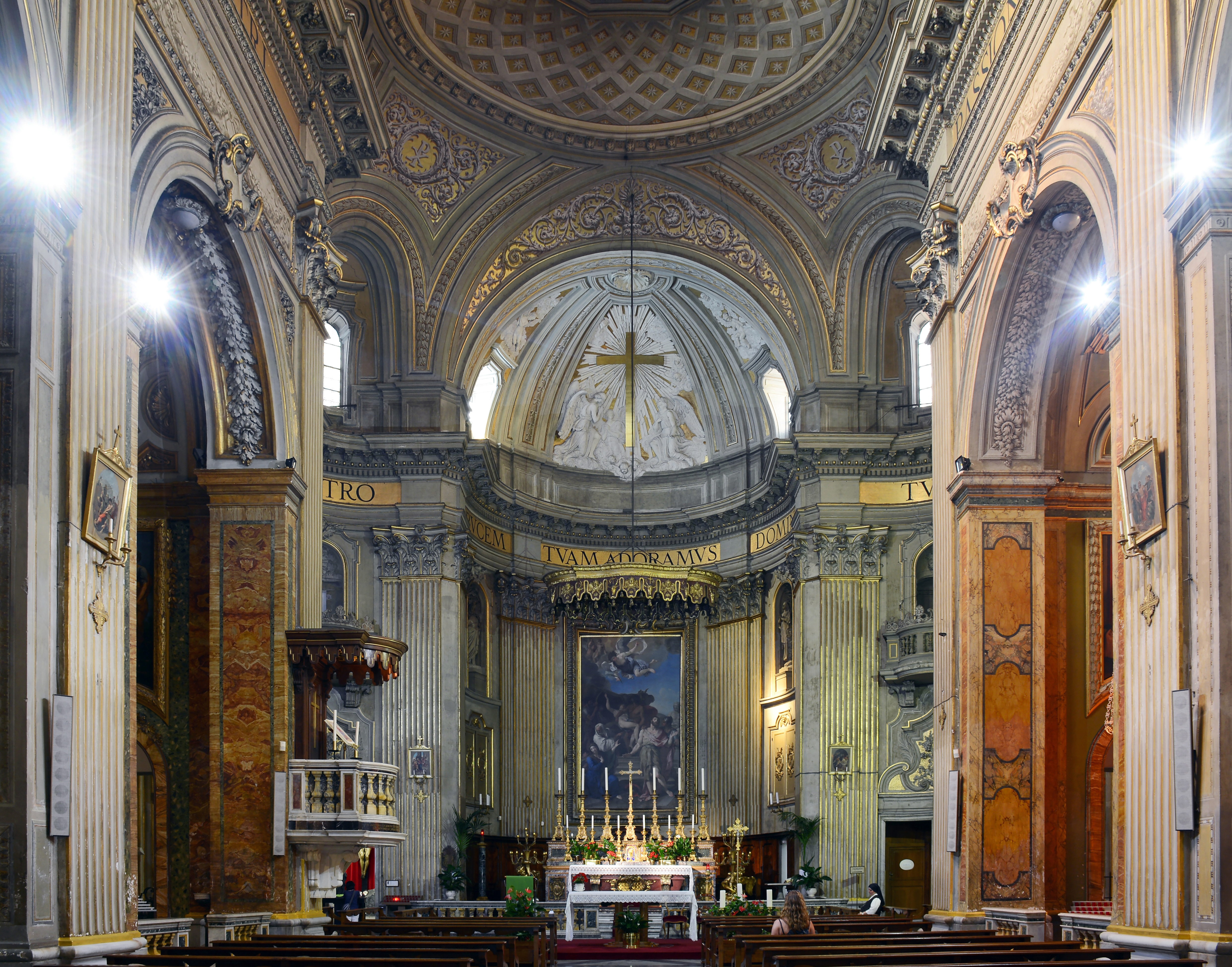
Altar major

L'interior és de planta arquitectònica cruciforme i consta d'una sola nau. Es va construir en estil barroc madur sota la supervisió dels arquitectes Cesare Corvara i Antonio Canevari. La nau està marcada a cada costat per tres pilastres que descansen sobre una base àmplia. Les pilastres són revestides de marbre blanc estriat i coronades per capitells compostos. La volta de costella està estucada amb flors i fulles. La travessia està coberta amb una cúpula amb una representació de l'Esperit Sant al centre.
L'altar major va ser encarregat pel cardenal Neri Corsini i dissenyat per l'arquitecte Nicola Salvi. La va convertir en una síntesi elegant i refinada de marbre i metall daurat. La part superior de l'altar descansa sobre una urna en pòrfir, que conté les suposades relíquies de sant Eustaqui. El retaule va ser pintat el 1727 per Francesco Ferdinandi. Representa el martiri de sant Eustaqui i la seva família que haurien ser cremats fins a la mort dins d'una estàtua de bronze d'un bou, l'any 118 dC. El baldaquí de fusta daurat (vers el 1746) sobre l'altar major s'atribueix a Ferdinando Fuga.
La part posterior de l'església està gairebé completament coberta amb l'orgue, fabricat per Johann Conrad Werle el 1767. La balaustrada daurada i el frontal de fusta de l'orgue van ser executats en estil rococó per Bernardino Mammucari, Francesco Michetti i Carlo Pacilli. A sobre de l'orgue hi ha una finestra de vidre que representa Maria Magdalena penitent, realitzada a l'última dècada del segle xix per Gabriel i Louis Gesta di Tolosa.
El púlpit es va executar en marbre policromat i data de 1937.

### Costat dret

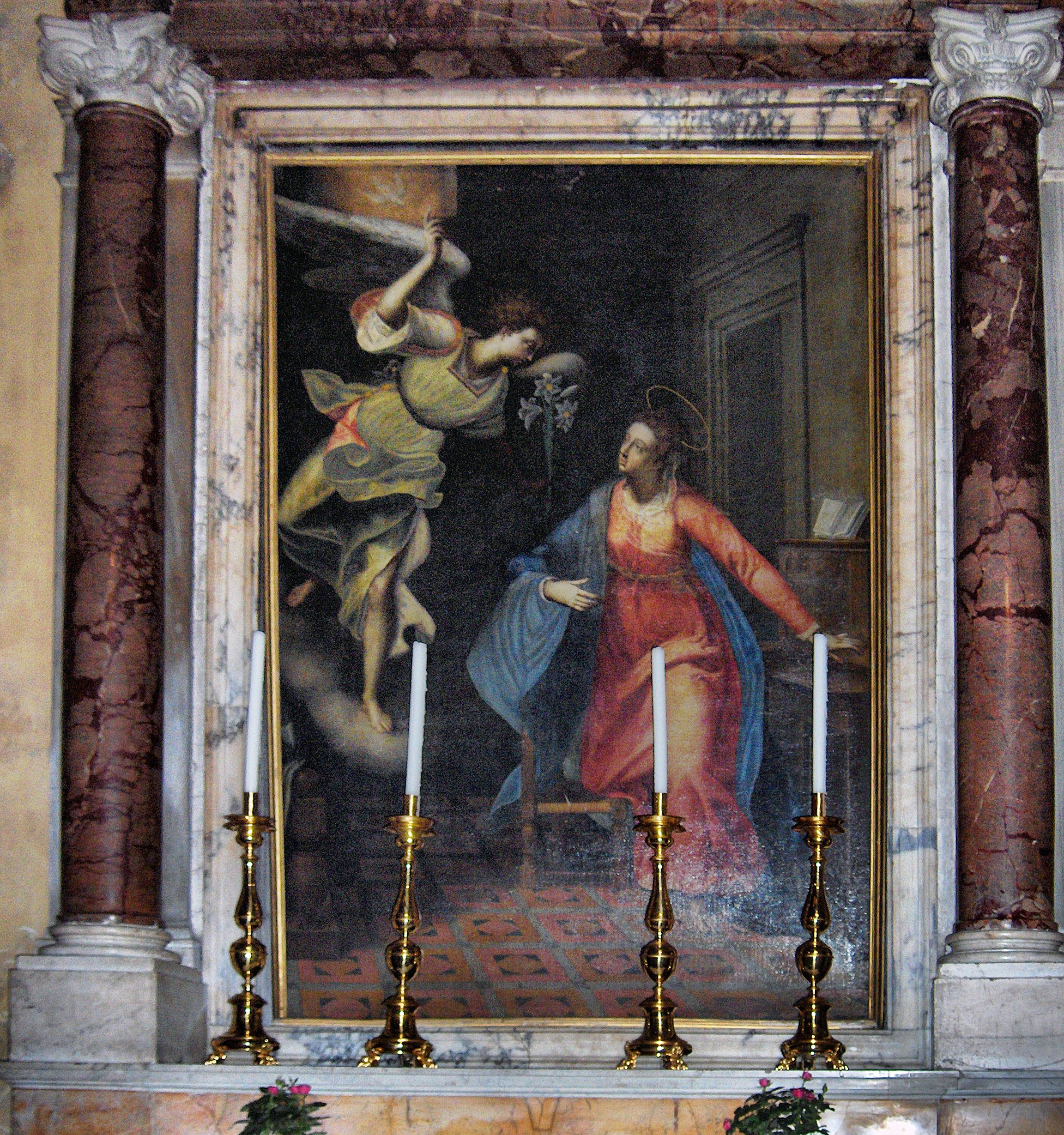
"L'Anunciació" d'Ottavio Lioni

- La capella de la Sagrada Família data del 1854. El retaule de Pietro Gagliardi (1809-1890) representa la Sagrada Família a Jerusalem. A la paret dreta hi ha un monument funerari de marbre blanc amb el bust de Luigi Greppi, membre il·lustre de la Confraria del Sant Sagrament. Al costat esquerre de l'altar hi ha una petita estàtua de sant Ramon Nonat, que, segons la seva hagiografia, va ser nomenat cardenal-diàcon de Sant 'Eustaqui pel papa Gregori IX el 1239, però va morir en ruta cap a Roma.
- La capella de l'Anunciació : la decoració es va acabar el 1874. Sobre l'altar del segle XVII s'alça dues columnes de bretxes coral·lines que sostenen un frontó trencat amb un baix relleu en estuc que representa la Mare de Déu i el Nen. El retaule d' Ottavio Leoni (1578-1630) representa l'Anunciació.
- La capella del Sagrat Cor de Jesús va ser restaurada entre 1934 i 1937 per Corrado Mezzana, que també va afegir el retaule que representava el Sagrat Cor de Jesús, a la paret esquerra, la pintura "L'últim sopar" i a la paret dreta el quadre "Crist a la creu i sant Longí perforant el seu cor".
- El transsepte dret conté les pintures realitzades per Jacopo Zoboli el 1737. A la paret esquerra hi ha penjat el gran quadre de "Sant Jeroni" i al davant "La reunió entre la Santa Verge i Elisabet". Els grans confessionaris de fusta els va fer Corrado Mezzana.

### Costat esquerre

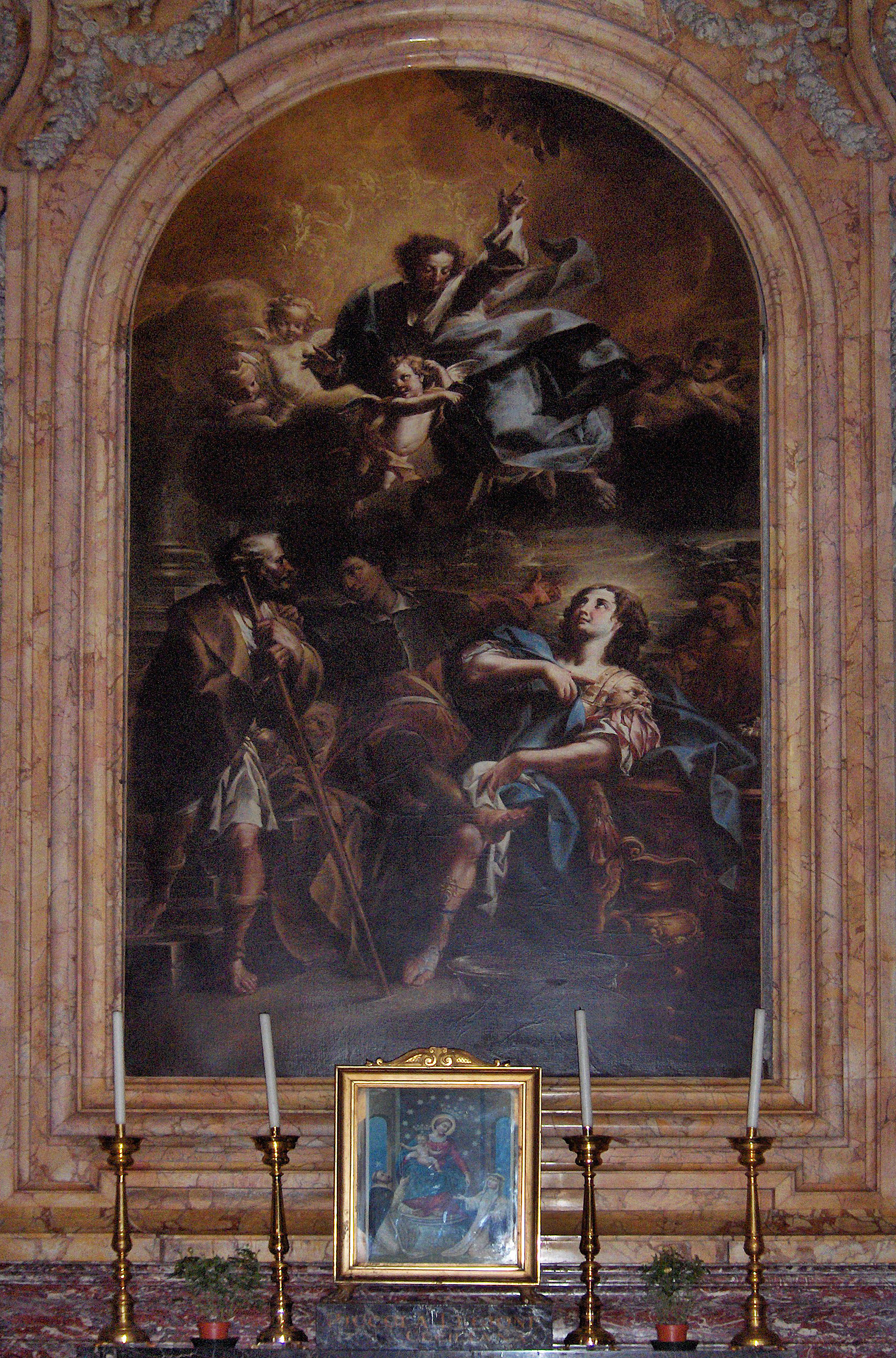
"Sant Julià l'Hospitaler" de Biagio Puccini

- El baptisteri es troba al costat de l'entrada de l'església. La finestra de vidre representa "El baptisme de Jesús". La pica baptismal data del segle xvi.
- La capella de Sant Julià Hospitaler va ser reformada a partir del 1706. El retaule de Biagio Puccini (1675-1721) mostra el sant curant un leprós i donant la benvinguda a un vell pelegrí. El fresc del sostre representa "El pare etern"
- La capella de l'arcàngel Miquel és la capella més gran d'aquesta església. Va ser acabada entre 1716 i 1719 per Alessandro Speroni. El retaule de Giovanni Bigatti (1774–1817) és una representació dramàtica de l' arcàngel Miquel triomfant sobre Satanàs. Al costat de l'altar hi ha dues pintures: Sant Ramon Nonat i Santa Francesca Romana. A la paret esquerra hi ha el monument funerari de Teresa Tognoli Canale (1807) i a la paret dreta el monument funerari de Lorenzo Ottoni de Silvio Cavalleri, secretari particular dels papes Innocenci XII i Climent XI.
- La capella del cor immaculat de Maria va ser reformada des de 1771 per l'arquitecte Melchiorre Passalacqua i cap al 1800 per l'escultor Agostino Penna. Al costat de l'altar hi ha dues columnes de marbre en "verde antico" que sostenen un timpà amb dos àngels en estuc. La pintura ovalada del Cor Immaculat de Maria és una còpia feta el 1848 a partir del quadre original de Giovanni Battista Casanova. A la paret esquerra hi ha penjat un quadre de Étienne de La Vallée Poussin (1774) que representa "La fugida a Egipte". El quadre de la dreta és "La Sagrada Família" (1774) de Tommaso Conca († 1815). El fresc del sostre representa "L'Anunciació".
- El transsepte esquerre conté l'estàtua del Cor Immaculat de Maria (segona meitat del segle XX).
- La capella del Crucifix conté la tomba de don Pirro Scavizzi (1884–1964), el rector d'aquesta església entre 1919 i 1932, la beatificació de la qual està en consideració.

## Llista de cardenals titulars
El títol cardenalici de Sant Eustaqui fou creat pel Papa Gregori I Magne als voltants de l'any 600.
Relació de titulars del cardenalat de Sant Eustaqui:
- Gregori (1088 - 1099)
- Gregori O.S.B. (1099 - 1134)
- Vassalus (1134 - 1142 o 1143)
- Astaldo degli Astalli (1143 - 1150)
- Guido da Crema (1150 - 1152) Posteriorment fou el antipapa Pascual III
- Ildebrando Grassi (1153 - 1157)
- Pietro di Miso (1158 - 1165)
- Ugo Ricasoli (1165 - 1182)

...
- Giovanni Felici (1188 - 1189)
- Ugolino de Segni (desembre de 1198 - maig de 1206), posteriorment fou escollit papa Gregori IX
- Vacant (1206 - 1216)
- Aldobrandino Gaetani (1216 - 1219)
- Vacant (1219 - 1227)
- Rinaldo Conti (18 de setembre de 1227 - 21 d'octubre de 1232), posteriorment fou escollit papa Alexandre IV
- Vacant (1232 - 1237)
- Guy (1237 - 1239)
- Robert Somercotes (1239)
- Sant Ramon Nonat (1240 – 31 d'agost de 1240)
- Vacant (1240 - 1244)
- Guglielmo Fieschi (28 de maig de 1244 - 1256)
- Vacant (1256 - 1261)
- Uberto di Cocconato (17 desembre de 1261 - 13 de juliol de 1276)
- Giordano Orsini (12 de març de 1278 - 8 de setembre de 1287)
- Pietro Colonna (16 de maig de 1288 - 1298)
- Riccardo Petroni (4 de desembre de 1298 - 10 de febrer de 1314)
- Vacant (1314 - 1317)
- Arnaldo de Via (20 de juny de 1317 - 24 de novembre de 1335)
- Vacant (1335 - 1342)
- Bernard de la Tour d'Auvergne (20 de setembre de 1342 - 7 d'agost de 1361)
- Vacant (1361 - 1371)
- Pierre Flandrin (30 de maig de 1371 - 23 de gener de 1381)
- Francesco Renzio (21 de desembre de 1381 - 27 de setembre de 1390)
- Vacant (1390 - 1402)
- Baldassare Cossa (27 de febrer de 1402 - 17 de maig de 1410), fou escollit com antipapa Joan XXIII
- Vacant (1410 - 1413)
- Giacomo Isolani (18 de novembre de 1413 - 1420), pseudocardenal del antipapa Joan XXIII
- Vacant (1420 - 1440)
- Alberto Alberti (8 de gener de 1440 - 3 d'agost de 1445)
- Vacant (1445 - 1456)
- Jaume de Coïmbra i d'Urgell (17 de setembre de 1456 - 27 d'agost de 1459)
- Francesco Nanni Todeschini Piccolomini (5 de març de 1460 - 22 de setembre de 1503) Fou escollit papa Pius III
- Alessandro Farnese (29 de novembre de 1503 - 15 de juny de 1519), posteriorment fou escollit papa Pau III
- Vacant (1519 - 1534)
- Paolo Emilio Cesi (5 de setembre de 1534 - 5 d'agost de 1537)
- Agostino Trivulzio (17 d'agost de 1537 - 6 de setembre de 1537)
- Cristoforo Giacobazzi (6 de septiembre 1537 - 7 octubre 1540)
- Guidascanio Sforza (10 de desembre de 1540 - 9 de març de 1552)
- Niccolò Caetani; (9 de març de 1552 - 1 de maig de 1585)
- Fernando I de Médici (10 de maig de 1585 - 7 de gener de 1587)
- Filippo Guastavillani (7 de gener de 1587 - 17 d'agost de 1587)
- Alessandro Damasceni Peretti (11 de setembre de 1587 - 13 de març de 1589)
- Girolamo Mattei (20 de març de 1589 - 16 de febrer de 1592); títol pro illa vice (16 de febrer de 1592 - 9 de març de 1592)
- Guido Pepoli (9 de març de 1592 - 8 de gener de 1596)
- Eduardo Farnesio (12 de juny de 1596 - 13 de novembre de 1617)
- Andrea Baroni Peretti Montalto (13 de novembre de 1617 - 11 de gener de 1621)
- Alessandro d'Este (11 de gener de 1621 - 19 d'abril de 1621)
- Maurizio di Savoia (19 d'abril de 1621 - 16 de març de 1626)
- Francesco Boncompagni (16 de març de 1626 - 6 de febrer de 1634)
- Hipólito Aldobrandini (6 de febrer de 1634 - 19 de juliol de 1638)
- Alessandro Cesarini (28 de juliol de 1638 - 25 de gener de 1644)
- Marzio Ginetti (14 de març de 1644 - 17 d'octubre de 1644)
- Carlos Fernando de Médici (17 d'octubre de 1644 - 12 de desembre de 1644)
- Girolamo Colonna (12 de desembre de 1644 - 23 de setembre de 1652)
- Giangiacomo Teodoro Trivulzio (23 de setembre 1652 - 21 de juliol de 1653)
- Virginio Orsini (21 de juliol de 1653 - 6 de març de 1656)
- Vincenzo Costaguti (6 de març de 1656 - 19 de juliol de 1660)
- Lorenzo Raggi (30 d'agost de 1660 - 11 de febrer de 1664)
- Carlo Pio di Savoia iuniore (11 de febrer de 1664 - 14 de novembre de 1667)
- Friedrich Landgraf von Hessen-Darmstadt (14 de novembre de 1667 - 12 de març de 1668)
- Decio Azzolino iuniore (12 de març de 1668 - 15 de febrer de 1683)
- Felice Rospigliosi (12 de gener de 1685 - 1 d'octubre de 1685)
- Domenico Maria Corsi (30 de setembre de 1686 - 3 de desembre de 1696)
- Vincenzo Grimani (16 de maig de 1698 - 26 de setembre de 1710)
- Annibale Albani (2 de març de 1712 - 8 de juny de 1716)
- Curzio Origo (1 de juliol de 1716 - 20 de març de 1726); títol pro illa vice (20 de março de 1726 - 18 de març de 1737)
- Neri Maria Corsini (6 de maig de 1737 - 6 de desembre de 1770)
- Giovanni Costanzo Caracciolo (12 de desembre de 1770 - 22 de setembre de 1780)
- Pasquale Acquaviva d'Aragona (27 de setembre de 1780 - 29 de febrer de 1788)
- Vincenzo Maria Altieri (10 de març de 1788 - 12 de setembre de 1794)
- Filippo Carandini (12 de setembre de 1794 - 28 d'agost de 1810)
- Vacant (1810 - 1816)
- Alessandro Lante Montefeltro Della Rovere (29 d'abril de 1816 - 14 de juliol de 1818)
- Giuseppe Albani (2 d'octubre de 1818 - 28 de gener de 1828)
- Vacant (1828 - 1832)
- Ludovico Gazzoli (17 de desembre de 1832 - 19 de març de 1857)
- Teodolfo Mertel (18 de març de 1858 - 18 de novembre de 1881)
- Angelo Jacobini (30 de març de 1882 - 2 de març de 1886)
- Vacant (1886 - 1899)
- Luigi Trombetta (22 de juny de 1899 - 17 de gener de 1900)
- Vacant (1900 - 1914)
- Michele Lega (28 de maig de 1914 - 18 de desembre de 1924); títol pro illa vice (18 de desembre de 1924 - 21 de juny de 1926)
- Carlo Perosi (24 de juny de 1926 - 22 de febrer de 1930)
- Vacant (1930 - 1946)
- Giuseppe Bruno (22 de febrer de 1946 - 10 de novembre de 1954)
- Fernando Cento; títol pro hac vice (12 de març de 1959 - 23 d'abril de 1965)
- Francis John Brennan (29 de juny de 1967 - 2 de juliol de 1968)
- Giacomo Violardo (30 d'abril de 1969 - 17 de març de 1978)
- Vacant (1978 - 1991)
- Guido Del Mestri (28 de juny de 1991 - 2 d'agosto de 1993)
- Vacant (1993 - 2001)
- Sergio Sebastiani; títol pro hac vice (21 de febrer de 2001 – fins ara)